# Alain Roy
Pour les articles homonymes, voir Roy.
 (août 2009).
Si vous disposez d'ouvrages ou d'articles de référence ou si vous connaissez des sites web de qualité traitant du thème abordé ici, merci de compléter l'article en donnant les références utiles à sa vérifiabilité et en les liant à la section « Notes et références ».
Œuvres principales
- L'Idylle et le désir fantôme

Alain Roy, né à Montréal en 1965, est un écrivain québécois.

## Biographie
Il fait ses études en littérature à l'Université McGill, où il obtient un baccalauréat en littérature française et québécoise (1988), avant de compléter un mémoire de maîtrise en création littéraire (1990) qui lui vaut la médaille d'or du Gouverneur général du Canada. Sa thèse de doctorat, soutenue en 1996, se penche sur l'œuvre romanesque de Guy de Maupassant. Il se consacre ensuite à un projet de recherche postdoctoral sur Gabrielle Roy. Dans le cadre universitaire, il publie des études, articles et essais dans plusieurs périodiques, notamment la Revue d'histoire littéraire de la France, Voix et Images et Spirale. 
De 1993 à 1998, il siège au comité de rédaction de la revue Liberté, où il publie de nombreux articles. En 1999, il est cofondateur et directeur de la revue littéraire d'essai et de création L'Inconvénient. 
Il aborde la fiction avec la publication de deux recueils de nouvelles : Quoi mettre dans sa valise ? (1990) et Le Grand Respir (1999).
Il publie aux Éditions du Boréal une importante étude, résultat de son projet postdoctoral, sur l'œuvre de Gabrielle Roy intitulée L'Idylle et le désir fantôme (2004). Il donne ensuite un essai écrit en collaboration avec Gérard Bouchard, La culture québécoise est-elle en crise ? (2007).
Son premier roman, L'Impudeur, paraît en 2008.

## Œuvre

### Roman
- L'Impudeur (2008)

### Recueils de nouvelles
- Quoi mettre dans sa valise ? (1990)
- Le Grand Respir (1999)

### Essais
- L'Idylle et le désir fantôme (2004)
- La culture québécoise est-elle en crise ? (2007)